# همیلتون (داکوتای شمالی)
همیلتون(به انگلیسی: Hamilton) شهری در ایالت داکوتای شمالی کشور ایالات متحده آمریکا است که جمعیت آن در سرشماری سال ۲۰۱۰ میلادی، ۶۱ نفر بوده‌است.